# Groupe technique des droites européennes
Le Groupe technique des droites européennes (GTDE) était un groupe politique du Parlement européen de 1989 à 1994. Ce groupe rassemblait des parlementaires de partis de tendance nationaliste ou d'extrême droite.

## Historique
À la suite des élections européennes de 1989, le Groupe des droites européennes fut dissous, faute de pouvoir réunir des élus de trois nationalités différentes. 
Avec 10 élus, le Front national s'allia donc, pour former un groupe, avec Les Républicains de Franz Schönhuber (6 élus), et le Vlaams Blok de Karel Dillen (1 élu). Une alliance avec le Mouvement social italien fut tentée, mais Gianfranco Fini, qui effectuait un virage politique vers le centre droit, ne voulait pas être associé à un Front national diabolisé, et siégea donc au sein du groupe UEN. 
Le GTDE, présidé par Jean-Marie Le Pen, vit partir trois des six parlementaires allemands : pris dans des querelles internes aux Républicains, Schönhuber quitta le groupe (laissant la vice-présidence à Karel Dillen), et deux autres quittèrent également le groupe, en désaccord avec la ligne du Vlaams Blok.
En 1994, le parti ne put survivre : malgré la légère progression du Vlaams Blok (+1 siège) et du Front national (+1 siège), les Républicains allemands ne furent pas réélus. Une alliance avec d'autres partis fut recherchée sans succès, y compris en 1995 avec le FPÖ de Jörg Haider, qui refusa. Faute d'accord, les nationalistes français, flamands, italiens et autrichiens siégèrent en tant que non-inscrits.
| Pays      | Parti            | Sièges | Membres |
| --------- | ---------------- | ------ | --- |
| France    | Front national   | 10     | Jean-Marie Le Pen, Martine Lehideux, Bruno Mégret, Jean-Marie Le Chevallier, Yvan Blot, Bernard Antony, Bruno Gollnisch, Pierre Ceyrac, Claude Autant-Lara (remplacé en 1989 par Jean-Claude Martinez) et Jacques Tauran |
| Allemagne | Les Républicains | 6      | Franz Schönhuber (jusqu'en 1990), Johanna-Christina Grund (jusqu'en 1991), Emil Schlee (jusqu'en 1991), Harald Neubauer, Hans-Günter Schodruch, Klaus-Peter Köhler                                                       |
| Belgique  | Vlaams Blok      | 1      | Karel Dillen |